# Semrush
Semrush Holdings, Inc. — американська публічна компанія, яка має SaaS платформу, відому як Semrush. Платформа використовується для дослідження ключових слів, конкурентного аналізу, аудитів сайтів, відстеження зворотних посилань і надання комплексних даних про онлайн видимість. Інструмент дослідження ключових слів надає різні дані про кожне ключове слово. Платформа також збирає інформацію про ключові слова з пошукових систем Google та Bing. Її розробила компанія Semrush Inc, що базується в Бостоні, заснована Олегом Щегольовим та Дмитром Мельниковим.
Станом на 2022 рік, компанія налічує понад 1000 працівників і має офіси в Барселоні, Белграді, Берліні, Єревані, Лімасолі, Празі, Варшаві, Амстердамі, Остіні, Бостоні, Далласі, Філадельфії та Тревозі. Компанія вийшла на біржу в березні 2021 року та торгується під тікером NYSE: SEMR.

## Історія
Олег Щегольов і Дмитро Мельников починали як ентузіасти SEO, цікавилися розробками галузі та новими технологіями, і прагнули створити інструмент для виявлення ринкових тенденцій та найкращих практик галузі.
Програмне забезпечення було випущене під назвою Seodigger, потім стало розширенням Firefox, а пізніше було перейменоване на SeoQuake Company у 2007 році, перш ніж остаточно стати Semrush. У 2016 році програмне забезпечення досягло одного мільйона користувачів із клієнтами у понад 100 країнах.
У квітні 2018 року компанія отримала 40 мільйонів доларів інвестицій у рамках фінансової угоди, яку співочолили венчурні фонди Greycroft, E.ventures та Siguler Guff, готуючись до розширення на різні платформи досліджень, включно з платформами, що належать Amazon, Microsoft та Baidu.
У грудні 2020 року компанія змінила свій візуальний стиль, перейменувавшись із «SEMrush» на «Semrush».
У березні 2021 року Semrush провела первинне публічне розміщення акцій і вийшла на NYSE під символом NYSE: SEMR. Форма S-1 показала, що компанія мала продажі на суму 213 мільйонів доларів і понад 82 000 клієнтів.

## Злиття та поглинання
Semrush придбала декілька компаній. У 2022 році Semrush придбала SEO-тренінговий сайт Backlinko від Браяна Діна. У березні 2022 року Semrush придбала платформу інтелекту та продажів Kompyte, що стало першим придбанням компанією платформи, не пов'язаної з пошуком.
У березні 2023 року також було придбано спільноту Traffic Think Tank.